# Sint-Lambertuskerk (Beerse)

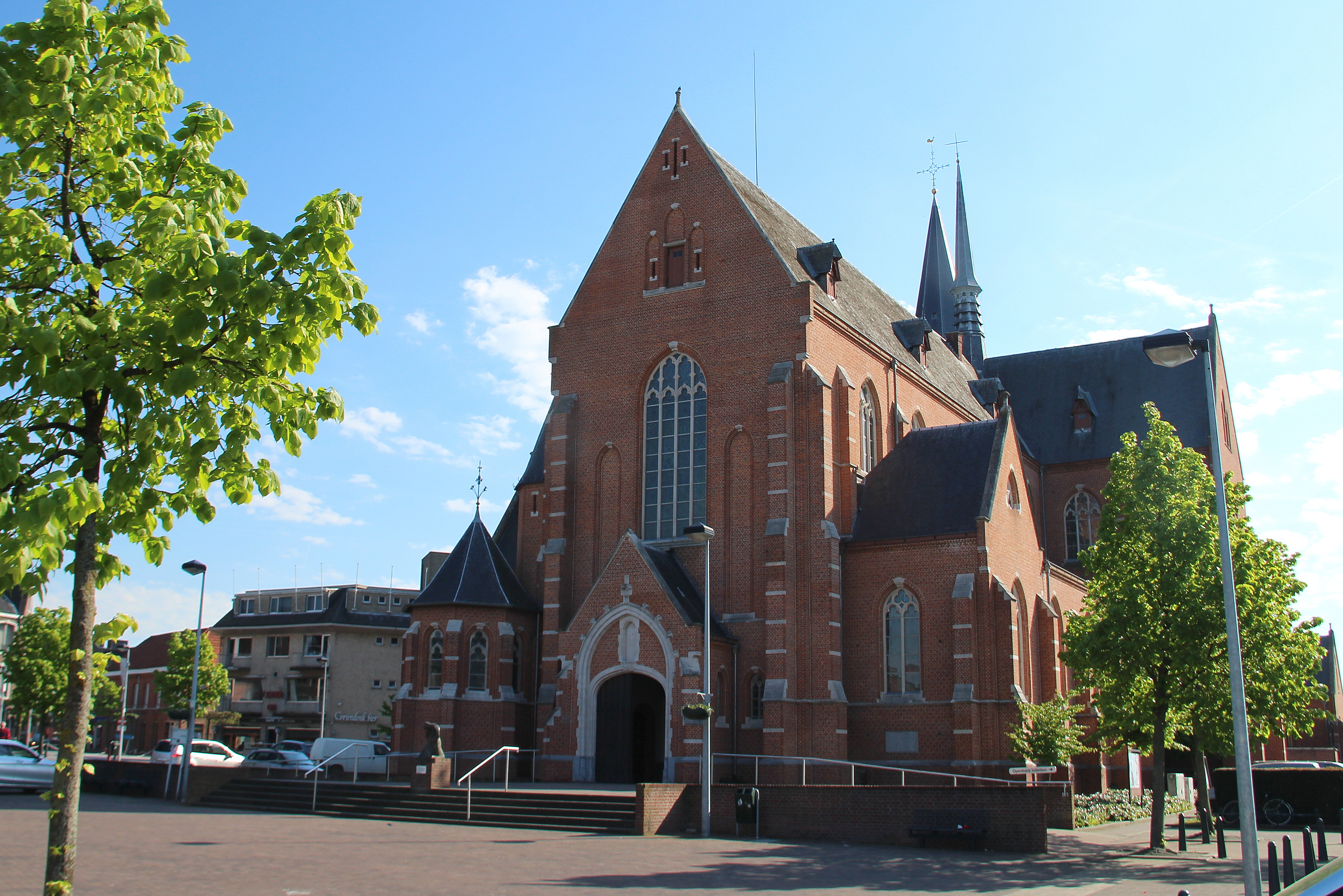
Sint-Lambertuskerk

De Sint-Lambertuskerk is de parochiekerk van de Antwerpse plaats Beerse, gelegen aan het Kerkplein.

## Geschiedenis
In 1187 werd voor het eerst melding gemaakt van een kerkgebouw in Beerse. Bij opgravingen werden de funderingen van een romaanse kapel op rechthoekige plattegrond gevonden. Een latere kerk werd meerdere malen verbouwd en vergroot, onder meer in 1550 en ook in 1856-1860. De aanleg van het Kanaal Dessel-Turnhout-Schoten leidde echter tot industrialisatie en bevolkingstoename. Van 1907-1909 werd een nieuwe kerk gebouwd met behoud van de toren van de oude kerk. Het koor van de nieuwe kerk werd tegen de toren aangebouwd, zodat de nieuwe kerk, naar ontwerp van Jules Goethals, in westelijke richting werd verschoven ten opzichte van de oude. Pas toen de nieuwe kerk gereed was werd de oude kerk gesloopt.

## Gebouw
Het betreft een bakstenen georiënteerde kruisbasiliek in neogotische stijl, met een lengte van 63 meter.
De tegen het koor aangebouwde toren in gotische stijl, waarvan de oudste delen van begin 15e eeuw zijn, wordt aan de noordzijde geflankeerd door een achthoekige traptoren. Na het afbranden van de spits in 1746 werd een nieuwe spits aangebracht in 1886-1888.

## Interieur
De kerk bezit een drieluik voorstellende de kroning, geseling en marteldood van de Heilige Cornelius (1574) door Rochus Thielen, afkomstig van de Sint-Corneliuskapel. In 1654 werd een Christus aan het kruis en het altaar van de voormalige kerk aangekocht. Een Sint-Franciscus werd in de 17e eeuw door een Spaans schilder vervaardigd. In bruikleen zijn drie 17e eeuwse schilderijen van de Vlaamse school.
Beelden van Onze-Lieve-Vrouw en van Sint-Jan zijn uit de 2e helft van de 15e eeuw en een kruisbeeld van 1577 werd door Martinus Schotelmans vervaardigd. Een houten ecce homo is van omstreeks 1600. Verder zijn er nog diverse beelden uit de 17e, 18e en 19e eeuw.
Het koorgestoelte en de lambrisering zijn van 1772, de 18e eeuwse communiebank is in Lodewijk XVI-stijl. Verder is er veel meubilair uit begin 20e eeuw, de tijd van de bouw van de kerk.